# Thoiry (Ain)
Thoiry é uma comuna francesa, do chamado País de Gex, na região administrativa de Auvérnia-Ródano-Alpes, no departamento de Ain.

## Demografia
Em 2006 Thoiry apresentava uma população de 4 746 habitantes, distribuídos por 2 123 lares.
O seu desenvolvimento demográfico está directamente relacionado com a proximidade de Genebra em geral e do CERN em particular.
| 1793  | 1800  | 1806  | 1821  | 1831  | 1836  | 1841  | 1846  | 1851  |
| ----- | ----- | ----- | ----- | ----- | ----- | ----- | ----- | ----- |
| 1 114 | 1 178 | 1 101 | 1 183 | 1 290 | 1 435 | 1 443 | 1 499 | 1 408 |

| 1856  | 1861  | 1866  | 1872  | 1876  | 1881  | 1886  | 1891  | 1896  |
| ----- | ----- | ----- | ----- | ----- | ----- | ----- | ----- | ----- |
| 1 423 | 1 460 | 1 423 | 1 393 | 1 356 | 1 319 | 1 295 | 1 349 | 1 356 |

| 1901  | 1906  | 1911  | 1921  | 1926  | 1931  | 1936  | 1946 | 1954  |
| ----- | ----- | ----- | ----- | ----- | ----- | ----- | ---- | ----- |
| 1 290 | 1 280 | 1 202 | 1 013 | 1 076 | 1 063 | 1 077 | 987  | 1 091 |

| 1962 | 1968  | 1975  | 1982  | 1990  | 1999  | 2006  | 2007  | - |
| --- | ----- | ----- | ----- | ----- | ----- | ----- | ----- | - |
| 1 130 | 1 438 | 1 859 | 2 112 | 3 015 | 4 063 | 4 746 | 4 842 | - |
| Para os censos de 1962 a 2006 a população legal corresponde à popolução sem duplicidades, segundo define o INSEE. |       |       |       |       |       |       |       |   |

## Fatos Históricos
No Século XXXV a.C., Thoiry e o País de Gex conheceram a implantação da civilização lemânica. No ano 50 d.C. os Romanos instalaram-se no País de Gex. A igreja de Saint-Maurice foi construída no Século VII.
Mais tarde e após a ocupação genevense de 1591, o País de Gex foi reintegrado na França após o tratado de Lyon entre Henrique IV e o Duque da Saboia (17 de Janeiro de 1601). Em 1790 as antigas comunidades de Thoiry, Fenières e Allemogne, são reagrupadas numa única comuna. Entretanto as antigas comunas mantêm a gestão de seus bens até 1795, redigindo todos os anos as suas próprias contas. Thoiry torna-se a sede de um cantão do distrito de Gex. Em 1822 Thoiry é incluída no novo cantão de Ferney-Voltaire.